# Жабуатан-дус-Гуарарапис
Жабуата́н-дус-Гуарара́пис (порт. Jaboatão dos Guararapes) — город и муниципалитет в Бразилии, входит в штат Пернамбуку. Составная часть мезорегиона Агломерация Ресифи. Входит в экономико-статистический микрорегион Ресифи. Население составляет 665 387 человек на 2007 год. Занимает площадь 257,3 км². Плотность населения — 2586,0 чел./км².
Праздник города — 3 августа.

## История
Город основан в 1873 году.

## Статистика
- Валовой внутренний продукт на 2005 год составляет 4 067 013 миллионов реалов (данные: Бразильский институт географии и статистики).
- Валовой внутренний продукт на душу населения на 2005 год составляет 6348,00 реалов (данные: Бразильский институт географии и статистики).

## География
Климат местности: тропический.